# تاريخ آيفون

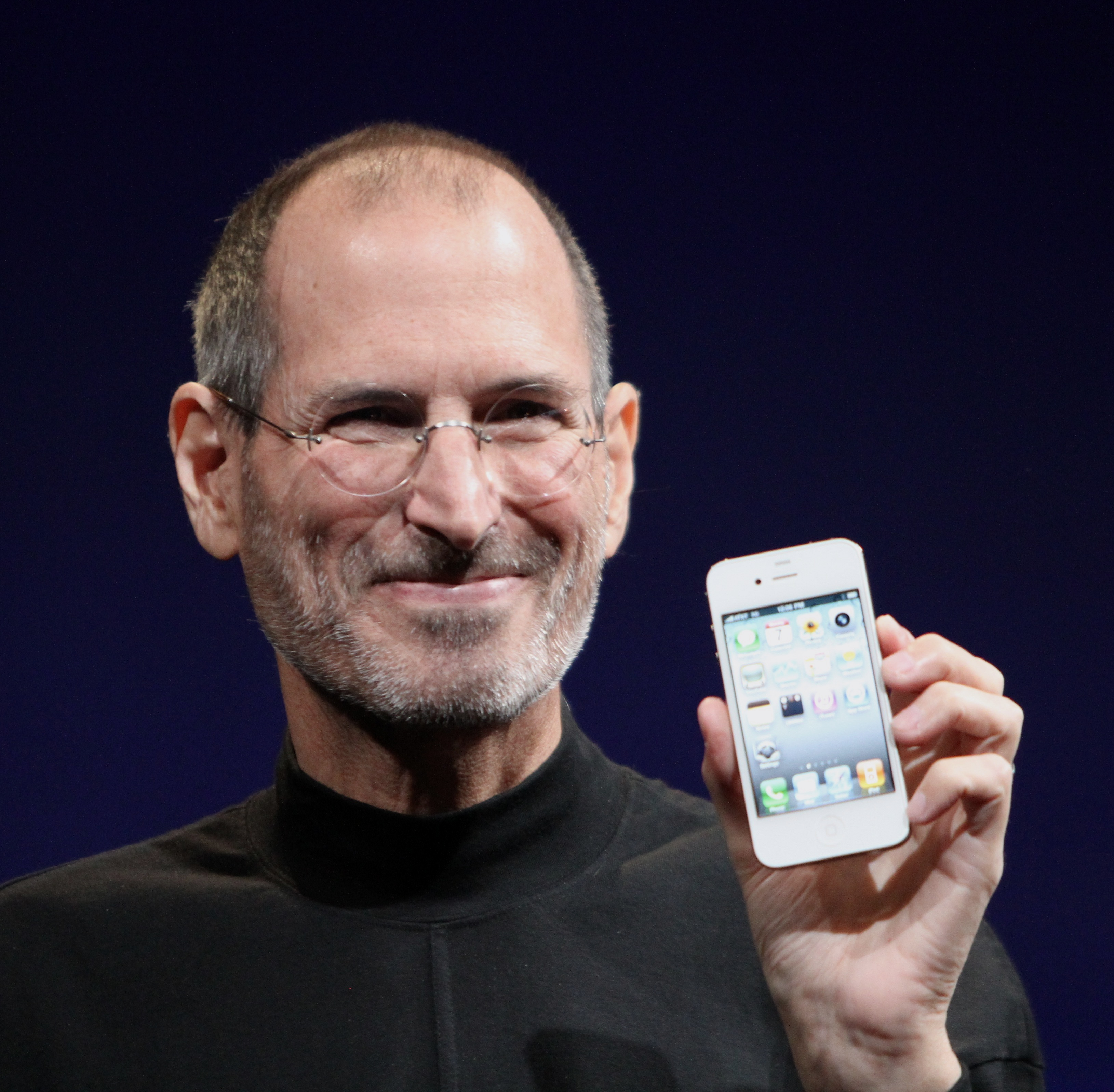
ستيف جوبز يقدم آيفون 4.

يمتد تاريخ تطوير شركة أبل لجهاز آيفون من أوائل العقد الأول من القرن الواحد والعشرين إلى نحو عام 2010. أُصدر أول جهاز آيفون في عام 2007. بحلول نهاية عام 2009، أُصدرت طرازات آيفون في جميع الأسواق الرئيسية.

## نشأة آيفون
كان جان ماري هولوت هو أول من خرج بفكرة هاتف أبل، وهو مهندس برمجيات من نيكست ستيب طرح كذلك فكرة ماك أو إس. في البداية، لم يجد الرئيس التنفيذي ستيف جوبز صنع هاتف أبل أمرًا محبذًا، ولكن هولوت تمكن من إقناعه في النهاية. أُنشئ الفريق الأول في باريس؛ ومع ذلك، لم يؤخذ المشروع بجدية أكبر إلا بعد بضع سنوات. طُلب من المهندسين الفرنسيين العودة إلى الولايات المتحدة، لكن هولوت رفض واستقال من شركة أبل مع فريقه. تولى مهندس آخر، هنري لاميرو، منصب الرئيس الجديد لمشروع تطوير برنامج آيفون مع سكوت فورستال.

## التطوير الأولي
في البداية، بدأ آيفون بكونه فكرة اختلف ستيف جوبز وصهره الذي يعمل في شركة مايكروسوفت عليها ثم اقتنع بها بعد مشاورات مع مهندس فرنسي رفيع المستوى، جان ماري هولوت، الذي يعمل في مقر أبل في فرنسا. بدأ المشروع داخل شركة أبل. في عام 2004، جرت المباشرة بتطوير آيفون بطلب من الرئيس التنفيذي ستيف جوبز إلى مهندس الأجهزة في الشركة طوني فاضل ومهندس البرمجيات سكوت فورستال ومهندس التصميم السير جوناثان إيف ضمن العمل على «مشروع بيربل» شديد السرية.
أثناء تشكيل فريقين من المهندسين بقيادة فيديل وفورستال، قرر جوبز البحث في استخدام أجهزة الشاشة التي تعمل باللمس وأجهزة الكمبيوتر اللوحية (والتي أتت ثمارها لاحقًا مع جهاز آيباد). انتهى العمل على وظائف الضغط من أجل جهاز شاشة تعمل باللمس ولاحظ الكثيرون أنه متلك العديد من أوجه الشبه مع جهاز أبل السابق المحمول الذي يعمل باللمس، نيوتن ماسيج باد. يُنسب تطوير شكل الجهاز إلى كبير مسؤولي التصميم في أبل، جوناثان إيف.
أعرب جوبز عن اعتقاده بأن أجهزة الكمبيوتر اللوحية وأجهزة بي دي إيه التقليدية لم تكن خيارات جيدة لدخول أبل الأسواق ذات الطلب المرتفع، على الرغم من تلقي العديد من الطلبات لشركة أبل لإنشاء جهاز بي دي إيه آخر. في عام 2002، بعد إطلاق جهاز آيبود، أدرك جوبز أن تداخل الهواتف المحمولة ومشغلات الموسيقى سيرغم أبل على الدخول في أعمال الهاتف المحمول. بعد رؤية ملايين الأمريكيين يحملون أجهزة بلاك بيري وهواتف ومشغلات آيبود من أبل؛ شعر في النهاية أن المستهلكين يفضلون حمل جهاز واحد فقط.
رأى جوبز أيضًا أنه نظرًا لأن الهواتف المحمولة والأجهزة المحمولة ستستمر في الحصول على الكثير من الميزات، فإنها ستتحدى هيمنة آيبود مشغلًا للموسيقى. لحماية خط إنتاج آيبود الجديد، الذي كان مسؤولًا بحلول بداية عام 2007 عن 48% من إجمالي إيرادات أبل، قرر جوبز أنه سيحتاج إلى المغامرة في العالم اللاسلكي. لذلك في ذلك الوقت، بدلًا من التركيز على متابعة المساعد الرقمي الشخصي الخاص بنيوتن، ركز جوبز جهود أبل على آيبود. جعل جوبز أبل تطور برنامج آيتونز، والذي يمكن استخدامه لمزامنة المحتوى مع أجهزة آيبود. أُصدر آيتونز في يناير 2001.
جعلت العديد من التقنيات التمكينية آيفون ممكنًا. شملت هذه بطاريات الليثيوم أيون التي كانت صغيرة وقوية بما يكفي لتشغيل جهاز الكمبيوتر المتنقل لفترة زمنية معقولة؛ وشاشات متعددة اللمس؛ ووحدات المعالجة المركزية ذات الكفاءة في استخدام الطاقة ولكنها قوية، مثل تلك التي تستخدم بنية إيه آر إم؛ وشبكات الهاتف المحمول. اقتربت شركة أبل من الشركة المصنعة للزجاج كورنينغ في عام 2005 للتحقيق في إمكانية وجود مادة رقيقة ومرنة وشفافة يمكن أن تتجنب مشكلة خدش شاشات الهاتف. أعادت شركة كورنينغ تنشيط بعض المواد البحثية القديمة التي لم تجد بعد تطبيقًا لإنتاج زجاج غوريلا.

## بيتا للإنتاج والإعلان
أُنشئت النسخة التجريبية من آيفون في عام 2004 لاختبار الجهاز ووظائفه. مكّن الإصدار التجريبي أبل من تطوير قدرات الهاتف قبل إطلاق منتج نهائي. على الرغم من أنه ربما كان من الناحية الفنية أول جهاز آيفون يجري إنشاؤه، لم يُطرح أبدًا للجمهور، لذلك لم يُعتبر أول جهاز آيفون.
في محاولة لتجاوز شركات النقل، تواصل جوبز من موتورولا. في 7 سبتمبر 2005، تعاونت أبل وموتورولا لتطوير موتورولا روكر، وهو أول هاتف محمول يستخدم آيتونز. كان ستيف جوبز غير راضٍ عن روكر، فمن بين أوجه القصور التي عانى منها نقص مساحة التخزين التي لم تتجاوز 100 أغنية آيتونز فقط لتجنب التنافس مع آيبود نانو من أبل، فضلًا عن عدم إمكانية تنزيل مشتريات متجر آيتونز لاسلكيًا مباشرة، بل يجب القيام بها من خلال مزامنة هاتف موسيقية.
لم تصمم أبل الهاتف الذي أرادت صنعه بسبب الشعور بضرورة التنازل عن ذلك الهاتف ومشاركته مع مصمم غير تابع لشركة أبل (موتورولا)، فأوقفت أبل دعم روكر في سبتمبر 2006، وبعد إبرام صفقة مع إيه تي اند تي (سنغيولار آنذاك)، أصدرت نسخة من آيتونز تضمنت إشارات إلى هاتف محمول غير معروف حتى الآن يمكنه عرض الصور والفيديو. تبين أن هذا هو أول جهاز آيفون (الجيل الثاني).
في 9 يناير 2007، أعلن ستيف جوبز عن أول جهاز آيفون في مؤتمر ماك وورلد، وتلقى اهتمامًا إعلاميًا كبيرًا. في 11 يونيو 2007، أعلنت شركة أبل في مؤتمر أبل للمطورين العالميين أن آيفون سيدعم تطبيقات الطرف الثالث باستخدام محرك سفاري. وستكون الأطراف الثالثة قادرة على إنشاء تطبيقات ويب، التي يمكن للمستخدمين الوصول إليها عن طريق الإنترنت. كان أول هذه البرامج، المسمى ون تريب، برنامجًا يهدف إلى تتبع قوائم التسوق الخاصة بالمستخدمين.
في 29 يونيو 2007، أُصدر أول جهاز آيفون. أُصدر آي بود تاتش، الذي جاء بشاشة تعمل باللمس على غرار آيفون لينضم إلى مجموعة آي باد، في وقت لاحق من عام 2007. تبع ذلك جهاز آيباد في عام 2010.

## الرابط بإيه تي اند تي
عندما أعلنت شركة آبل عن آيفون في 9 يناير 2007، بيع فقط مع عقود مع إيه تي آند تي (سنغيولار آنذاك) في الولايات المتحدة. بعد 18 شهرًا من المفاوضات، توصل ستيف جوبز إلى اتفاق مع القسم اللاسلكي في إيه تي اند تي ليكون الناقل الحصري لآيفون. لم يتمكن المستهلكون من استخدام أي شركة اتصال أخرى دون فتح أجهزتهم.
احتفظت أبل بالسيطرة على تصميم آيفون وتصنيعه وتسويقه. نظرًا لأن بعض العملاء مارسوا عملية كسر حماية آي أو ؤس لعدم توافق آيفون مع شبكتهم، بدأت إيه تي اند تي في فرض رسوم إنهاء مبكر بقيمة 175 دولارًا على مغادرتهم قبل نهاية عقدهم.

### الدعاوى القضائية
أثيرت العديد من الأسئلة حول شرعية ترتيب أبل بعد إصدار آيفون. رُفعت دعوى قضائية جماعية ضد الشركة في أكتوبر 2007: واحدة في المحكمة الفيدرالية والأخرى في محكمة الولاية. وفقًا للدعاوى، انتهكت اتفاقية أبل الحصرية مع إيه تي اند تي قانون مكافحة الاحتكار.
في عام 2017، جرت مقاضاة شركة أبل بعد أن اعترفت بإبطاء طرازات الهواتف القديمة. رفع المدعون، ستيفان بوجدانوفيتش وداكوتا سبيس، الدعوى عندما كان جهاز آيفون الجيل السادس أبطأ بعد التحديث. حصل المدعون على تعويض مقابل التدخلات والأضرار الاقتصادية التي لحقت بهم.